# Peleteria aenea
Peleteria aenea är en tvåvingeart som först beskrevs av Rasmus Carl Staeger 1849.  Peleteria aenea ingår i släktet Peleteria och familjen parasitflugor. Inga underarter finns listade i Catalogue of Life.